# Разные люди (фильм)
«Ра́зные лю́ди» — советский семисерийный драматический телевизионный художественный фильм (фильм-спектакль), снятый режиссёром Геннадием Павловым в 1973 году по сценарию Натальи Долининой. Производство Главной редакции литературно-драматических программ Центрального телевидения Гостелерадио СССР.

## Сюжет
Социально-педагогическая драма об учениках 10-го «А» класса одной из ленинградских вечерних школ рабочей молодёжи, работниках городских предприятий и их преподавателе — недавней выпускнице Ленинградского университета Ирине Сергеевне Лесковой.
Проведя два года со своим классом, молодая учительница учится с большой ответственностью подходить к судьбам своих учеников, помогая им в различных ситуациях.
Каждая из семи серий (кроме последней) предлагает рассказ об одном из героев фильма. Через весь фильм проходят персонажи, объединяющие повествование: заводской мастер Николай Ильич Чудаков и старый рабочий Пётр Петрович Тёмкин.

## Список серий
- серия № 1 — «Владимир Родионов»,
- серия № 2 — «Николай Седых»,
- серия № 3 — «Ирина Лескова»,
- серия № 4 — «Фёдор Иваненко»,
- серия № 5 — «Леонид Волков»,
- серия № 6 — «Зинаида Багляева»,
- серия № 7 — «10-й „А“».

## В ролях
- Алла Богина — Ирина Сергеевна Лескова, преподаватель в вечерней школе рабочей молодёжи
- Наталия Орлова — Маша, однокурсница Ирины Лесковой
- Геннадий Корольков — Григорий Котовский
- Александр Вилькин — Олег Третьяков
- Борис Чирков — Пётр Петрович Тёмкин, сосед Родионовых, народный заседатель в суде, бывший рабочий завода
- Наталья Сайко — Нина Родионова, сестра Владимира
- Владимир Иванов — Владимир Родионов, молодой рабочий
- Ольга Хорькова — Прасковья Фёдоровна Родионова, мать Владимира и Нины
- Виталий Доронин — Василий Семёнович Родионов, отец Владимира и Нины
- Виталий Ованесов — Николай Седых, водитель такси
- Людмила Долгорукова — Людмила Седых, жена Николая
- Александр Бордуков — Фёдор Иваненко
- Ирина Муравьёва — Зинаида Багляева, маляр
- Вера Орлова — Анна Борисовна Иваненко, мать Фёдора
- Николай Макеев — Олег Николаевич Иваненко, отец Фёдора
- Геннадий Сайфулин — Леонид Волков, электрик в Эрмитаже
- Наталья Гущина — Наташа, дочь Григория Котовского
- Андрей Попов — Николай Ильич Чудаков, мастер на заводе
- Александр Хотченков — Алексей Ленточкин
- Анатолий Егоров — Сергей Мамлин
- Алексей Крыченков — Валерий Голышев
- Татьяна Ухарова — Валентина Торопыжко
- Юрий Захаренков — Гена
- Константин Агеев — Корзунов, прораб
- Леонид Евтифьев — муж Вали Торопыжко
- И. Семёнова — Марина Петровна Лескова, мать Ирины Сергеевны

## Съёмочная группа
- Автор сценария: Наталья Долинина.
- Режиссёр-постановщик: Геннадий Павлов.
- Оператор-постановщик: Владислав Ефимов
- Композитор: Кирилл Молчанов.
- Художник-постановщик: В. Лесков.
- Режиссёр: К. Антропов.
- Помощник режиссёра: Т. Преснякова.
- Операторы: Л. Медекша, А. Авагин.
- Звукорежиссёр: И. Кириллова.
- Монтажёр: Е. Каткова.
- Редактор: И. Сахарова.
- Музыкальный редактор: М. Крутоярская.
- Ассистент режиссёра: Л. Новичевская.
- Текст песни: Михаил Танич.
- Песню исполняет: Валентина Толкунова.